# Diogo Hasse Ferreira
Pour les articles homonymes, voir Diogo Ferreira, Hasse et Ferreira.
Hasse Ferreira est un nom portugais ; le premier nom de famille (d'usage facultatif) est Hasse et le second est Ferreira.
Pas d'image ? Cliquez ici

a Compétitions nationales et continentales officielles uniquement.

b Matchs officiels uniquement.
Dernière mise à jour le 26 mars 2025.
Diogo Hasse Ferreira, né le 17 octobre 1996, est un joueur portugais de rugby à XV qui évolue au poste de pilier.

## Biographie
Diogo Hasse Ferreira grandit à Cascais au Portugal. Alors qu'il ne connaissait pas l'existence du rugby à XV, il découvre ces derniers après la popularité naissance pour ce sport née lors de la Coupe du monde 2007 à laquelle participe l'équipe nationale du Portugal,. Il commence par la suite la pratique du sport, à l'âge de 11 ans, au sein du GDS Cascais.
À 16 ans, il part en Angleterre dans un collège affilié aux Sale Sharks, au Myerscough College (en). Le 1er avril 2017, il connaît sa première cape internationale avec l'équipe du Portugal, affrontant l'Ukraine au stade Spartak (en) d'Odessa.
Deux ans plus tard, à l'obtention de son diplôme, il intègre officiellement l'académie des Sharks, suivant un double cursus entre centre de formation et licence en sciences et activités sportives. En parallèle de l'académie, il étudie à l'université de Durham, pour laquelle il joue aussi au rugby dans le championnat universitaire tenu par British Universities and Colleges Sport. Il aura l'opportunité de porter à une reprise le maillot des Sharks en Premiership,. Néanmoins, pour la saison 2017-2018, il rejoint les Newcastle Falcons. 
Après cinq années en Angleterre, il rentre au Portugal dans son club formateur, le GDS Cascais. Il y sera titulaire, mais ne reste qu'une saison.
Il part ensuite en Espagne, pour rejoindre Aparejadores Burgos.
Après une saison en Espagne, il rejoint la France ; il s'engage avec le Stade dijonnais, dans la nouvelle division Nationale.
Entre ses matchs disputés en troisième division française et sous le maillot national portugais, il est approché par d'autres formations de Nationale, le SC Albi et l'US Dax. À l'intersaison, il signe alors un contrat de deux saisons avec le second,. À l'automne 2022, il participe à Dubaï avec les Lobos au tournoi de repêchage des qualifications pour la Coupe du monde 2023, au terme duquel la sélection portugaise l'emporte aux dépens des États-Unis. En club, après une saison 2022-2023 conclue par une montée en Pro D2, participant à la finale concédée contre le Valence Romans DR, son contrat est renouvelé pour deux années supplémentaires.
Pré-sélectionné pour les deux stages de préparation du mois de juin et juillet 2023 avec la sélection portugaise en vue de la Coupe du monde,, il manque le démarrage de la saison 2023-2024 en Pro D2. Retenu dans le groupe final, il dispute la Coupe du monde pour la première fois de sa carrière, prenant part aux quatre rencontres de poule,, notamment à la victoire historique des Lobos contre les Flying Fijians, futur quart-de-finaliste, au stadium de Toulouse. En cours de saison 2024-2025, son contrat en club est prolongé pour deux années supplémentaires, tandis qu'il obtient le 1er mars 2025 la 50e cape internationale de sa carrière avec les Lobos, dans le cadre du championnat d'Europe ; au terme de ce dernier, il fait partie de l'équipe-type de Rugby Europe malgré la 4e place du Portugal.

## Palmarès
- Championnat de France de Nationale :
  - Vice-champion : 2023 avec l'US Dax.

## Statistiques en équipe nationale
| Année               | Compétition                                                   | Matchs | Points | Essais |
| ------------------- | ------------------------------------------------------------- | ------ | ------ | ------ |
| 2017                | Championnat d'Europe D2 2016-2017                             | 1      | -      | -      |
| 2017                | Championnat d'Europe 2016-2017 (barrage promotion/relégation) | 1      | -      | -      |
| 2018                | Test match à domicile                                         | 2      | -      | -      |
| 2019                | Championnat d'Europe D2 2018-2019                             | 1      | -      | -      |
| 2019                | Test match en tournée                                         | 2      | -      | -      |
| 2020                | Championnat d'Europe 2019-2020,                               | 4      | -      | -      |
| 2020                | Test match en tournée                                         | 2      | -      | -      |
| 2021                | Championnat d'Europe 2019-2020,                               | 1      | -      | -      |
| 2021                | Championnat d'Europe 2020-2021                                | 4      | -      | -      |
| 2021                | Test match à domicile                                         | 2      | -      | -      |
| 2022                | Championnat d'Europe 2021-2022                                | 4      | -      | -      |
| 2022                | Test match à domicile                                         | 1      | -      | -      |
| 2022                | Test match en tournée                                         | 1      | -      | -      |
| 2022                | Tournoi de repêchage pour la Coupe du monde                   | 3      | -      | -      |
| 2023                | Championnat d'Europe 2022-2023                                | 5      | -      | -      |
| 2023                | Test match à domicile                                         | 1      | -      | -      |
| 2023                | Coupe du monde 2023                                           | 4      | -      | -      |
| 2024                | Championnat d'Europe 2023-2024                                | 2      | -      | -      |
| 2024                | Test match en tournée                                         | 3      | -      | -      |
| 2024                | Test match à domicile                                         | 1      | -      | -      |
| 2025                | Championnat d'Europe 2024-2025                                | 5      | -      | -      |
| Total non-exhaustif | Total non-exhaustif                                           | 50     | 0      | 0      |